# پیمان تلاتلولکو
پیمان منع استفاده از جنگ‌افزار هسته‌ای در آمریکای لاتین و دریای کارائیب (به انگلیسی: Treaty for the Prohibition of Nuclear Weapons in Latin America and the Caribbean) با نام عمومی پیمان تلاتلولکو (به انگلیسی: Treaty of Tlatelolco) توسط اوپانال (سازمان منع استفاده از جنگ‌افزار هسته‌ای در آمریکای لاتین و دریای کارائیب) تصویب شد. دفتر این سازمان در شهر مکزیکو سیتی پایتخت کشور مکزیک است.

## مفاد
بر اساس این پیمان، کشورهای عضو، تعهد خود را بر پیشگیری و منع آزمایش، استفاده، ساخت، تولید یا تهیه هرگونه جنگ‌افزار هسته‌ای از هر راهی و عدم دریافت، ذخیره، استقرار، گسترش و هر گونه در اختیار قرار گرفتن آن اعلام می‌کنند.
دو پروتکل اضافی نیز برای این پیمان وجود دارند: پروتکل نخست، کشورهایی که فرای منطقه آمریکای لاتین و کارائیب (آمریکا، بریتانیا، فرانسه و هلند) هستند ولی دارای سرزمین‌ها و مستعمراتی در داخل این منطقه هستند نیز شامل مفاد این پیمان می‌شود. پروتکل دوم از کشورهای دارنده جنگ‌افزار هسته‌ای می‌خواهد که از هر گونه تلاش برای تضعیف کشورهای بدون جنگ‌افزار هسته‌ای در این منطقه خودداری کنند. این پروتکل توسط ۵ کشور صاحب قدرت هسته‌ای (آمریکا، بریتانیا، فرانسه، چین و روسیه) در ۱۹۷۹ امضا شده‌است.
همچنین این پیمان، امکان کنترل جامع و راستی آزمایی را توسط سازمان منع استفاده از جنگ‌افزار هسته‌ای در آمریکای لاتین و دریای کارائیب فراهم می‌کند.

## تاریخچه
در ۱۴ فوریه ۱۹۶۷ گفتگوها برای دستیابی به پیش‌نویس این پیمان در مکزیکوسیتی بین کشورهای آمریکای لاتین و دریای کارائیب آغاز شد تا این منطقه را از جنگ‌افزار هسته‌ای دور نگه دارند. برعکس پیمان‌نامه جنوبگان در ۱۹۶۱ که آن منطقه بدون سکنه را منطقه بدون جنگ‌افزار هسته‌ای اعلام می‌کرد این پیمان شامل منطقه‌ای بزرگ با جمعیت بسیار می‌شد. این پیمان در ۲۲ آوریل ۱۹۶۸ اجرایی شد.
در سال ۱۹۶۷ تمام کشورهای آمریکای لاتین (به غیر از کوبا) این پیمان را امضا کرده و همگی به همراه جامائیکا و ترینیداد و توباگو در ۱۹۷۲ آن را در داخل کشور خود تصویب کردند. پس از جنگ فالکلند (۱۹۸۲) و عدم حمایت دیگر کشورهای منطقه از آرژانتین، در سال ۱۹۹۴ دولت این کشور پس از ۲۶ سال از امضای این پیمان آن را تصویب کرد.

## کشورهای دارای مستعمره و مستعمرات آنها
- بریتانیا: در سال‌های ۱۹۶۸، ۱۹۷۵، ۱۹۸۳، ۱۹۸۹، ۱۹۹۲، ۱۹۹۴ و ۱۹۹۵ دیگر کشورهای انگلیسی زبان کارائیب مدت کوتاهی پس از استقلال از بریتانیا این پیمان را امضا کردند. اگرچه تا پیش از آن نیز بر اساس پروتکل نخست پیمان به آن متعهد بودند.
- هلند: پروتکل نخست را در ۱۹۷۱ تصویب کرد. سورینام نیز در ۱۹۷۶ مدت کوتاهی پس از استقلال از هلند آن را امضا و در ۱۹۹۷ تصویب کرد.
- آمریکا: در ۱۹۷۷ پروتکل نخست را امضا کرده و در ۱۹۸۱ تصویب کرد. بر این اساس پورتوریکو و جزایر ویرجین ایالات متحده آمریکا ملزم به اجرای مفاد پیمان می‌شدند.
- فرانسه: پروتکل نخست را در ۱۹۷۹ امضا ولی در ۱۹۹۲ تصویب کرد که گویان فرانسه را ملزم به اجرای تعهد می‌کرد.

## کوبا
کوبا آخرین کشوری بود که پیمان منع استفاده از جنگ‌افزار هسته‌ای در آمریکای لاتین و دریای کارائیب را در ۱۹۹۵ امضا و در ۲۳ اکتبر ۲۰۰۲ تصویب کرد. بدین ترتیب از این تاریخ تمام ۳۳ کشور منطقه به این پیمان پیوستند. کوبا تصویب این پیمان را منوط به ۱) پیدا کردن راه حلی برای خصومت با آمریکا و ۲) عدم استفاده آمریکا از پایگاه گوانتانامو برای استقرار جنگ‌افزار هسته‌ای کرده بود.

## جایزه نوبل
در سال ۱۹۸۲ آلفونسو گارسیا روبلس دیپلمات مکزیکی به خاطر تلاش‌های خود برای گسترش این پیمان جایزه صلح نوبل دریافت کرد.

## امضا کنندگان
- آرژانتین
- بولیوی
- برزیل
- شیلی
- کلمبیا
- کاستاریکا
- جمهوری دومینیکن
- اکوادور
- السالوادور
- گواتمالا
- هائیتی
- هندوراس
- جامائیکا
- مکزیک
- نیکاراگوئه
- پاناما
- پاراگوئه
- پرو
- ترینیداد و توباگو
- اروگوئه
- ونزوئلا